# Temps de chute de Hagberg

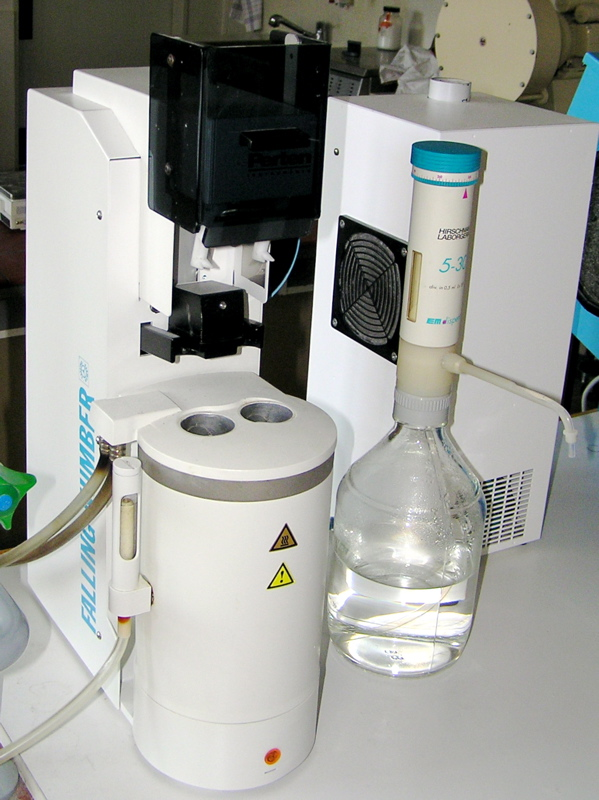
Amylographe automatique moderne. Cet appareil mesure également la consistance d'un gel d'amidon, mais avec un principe de mesure différent de celui du temps de chute Hagberg.

Le temps de chute de Hagberg (TCH), ou indice de chute de Hagberg ou indice de chute selon Hagberg-Perten, est une méthode normalisée au niveau international (ICC 107/1, ISO 3093, AACC 56-81B), et largement employée pour déterminer les dégâts causés sur les grains de céréales panifiables, comme le blé ou le seigle, ou pseudo-céréales non panifiables comme le sarrasin, tous riches en amidon, par une germination  précoce. Cette méthode permet de détecter en quelques minutes à leur entrée en silo les grains endommagés par les conditions climatiques ou les phénomènes de germination sur pied. 
La germination précoce, avant la récolte, est causée par des conditions météorologiques humides ou pluvieuses au cours du dernier stade de maturation de la plante. La germination provoque une production accélérée de l'alpha-amylase, enzyme assurant la dégradation de l'amidon. Les grains fortement affectés par la germination peuvent avoir une teneur en cette enzyme plusieurs milliers de fois supérieure à celle de grains non germés. De ce fait, une faible proportion de grains fortement germés mélangés à du blé sain peut entraîner une activité significative de l'amylase dans l'ensemble du lot. Depuis son introduction au début des années 1960, le test TCH est devenu un standard mondial dans l'industrie des céréales et de la minoterie pour mesurer l'activité de l'alpha-amylase des grains de blé tendre, blé dur, triticale, seigle et orge, ainsi que des produits du broyage de ces grains.

## Histoire
La méthode du temps de chute de Hagberg a été mise au point à la fin des années 1950 par Sven Hagberg et son collègue Harald Perten, appartenant tous deux au Laboratoire des céréales de l'Institut suédois de l'artisanat et de l'industrie.

## Description de la méthode
La méthode du temps de chute n'est pas compliquée, mais nécessite un appareil qui respecte les normes internationales. Un tel appareil est constitué d'un bain d'eau, d'un tube à essai, d'une tige d'agitation et d'un dispositif d'agitation. Le test était effectué manuellement à ses débuts, l'instrumentation de test est désormais généralement automatisée.
Pour analyser un échantillon de grains, il faut d'abord le moudre. Un échantillon de farine peut être analysé tel quel. L'échantillon est placé dans le tube à essai. On ajoute de l'eau distillée et on secoue le tube vigoureusement pour obtenir un mélange homogène. Le tube est ensuite placé dans le bain d'eau bouillante et l'opérateur commence à agiter l'échantillon. Simultanément, l'amidon commence à se gélatiniser et la suspension devient plus  visqueuse. Le mélange garantit que la gélatinisation est homogène dans la suspension, ce qui est crucial pour des résultats de test cohérents. Un effet supplémentaire de la température élevée est que l'enzyme alpha-amylase contenue dans le grain commence à décomposer l'amidon en glucose et en maltose, réduisant ainsi la viscosité de la suspension. La dégradation de l'amidon est directement proportionnelle à l'activité de l'alpha-amylase, ce qui signifie que plus l'activité de l'alpha-amylase est élevée, plus la viscosité est faible.
Après 60 secondes de mélange, l'agitateur est lâché du haut du tube à essai et l'opérateur mesure le temps nécessaire pour que l'agitateur atteigne le fond. Ce temps, mesuré en secondes, est le « temps de chute ». Lorsque l'agitateur est tombé, sa vitesse et donc le temps qu'il lui faut pour descendre vers le bas, sont déterminés par la viscosité de la suspension. En d'autres termes, plus le grain est germé, plus l'activité de l'alpha-amylase est élevée, et plus la viscosité de la suspension est faible. Plus la viscosité de la suspension est faible, plus l'agitateur tombe rapidement au fond. C'est pourquoi un nombre plus important de grains germés entraîne un temps de chute moins élevé, car c'est le temps nécessaire pour que l'agitateur tombe au fond.